# Манир

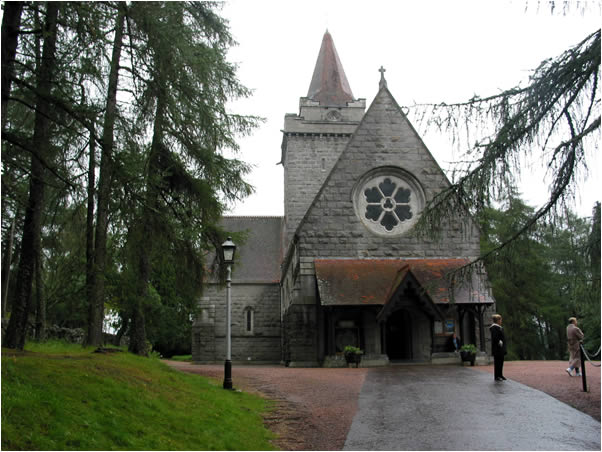
Храм в Крати

Епископ Манир (умер в 824 году) — епископ шотландский. Причислен к лику святых. День памяти — 19 января.
Святой Манир (Manire, Monire, Miniar, Manirus), или Ниниар (Niniar) почитается как один из апостолов северной Шотландии. Он занимался, скорее всего, обращением в христианство жителей горной северной Шотландия. Апостолами, принесшими Евангельское слово в Дисайд (Deeside) были св. Девеник (Devenick) и св. Манир. Оба были активны в долинах в IX веке, но основанные ими храмы располагались далеко друг от друга.
Св. Манир был одним из преемников св. Дростана (Drostan) в районе Дир (Deer) и подвизался неподалёку от Абердура (Aberdour).
Основная деятельность св. Манира происходила в верхнем Дисайде, в Крати (Crathie), где он основал свою церковь, расположенную Ринабейхе (Rhynabaich), на холме к северу от северной дороги в Дисайд. От постройки остался одиноко стоящий камень и местные топонимы, такие как Alt eaglais, ; Creag eaglais, то есть «холм церкви»; pollmanire, то есть «заводь Манира» — глубокая заводь на реке Ди, где разводили лосося, почти напротив замка Балморал, напоминающая о деятельности этого почти забытого святого. Древняя церковь в Крати, на юг от нынешнего храма, носит его имя. Он, по преданию, подвергался преследованиям, но не стяжал венца мученика. Поэтому он появляется в календарях как исповедник, а не как мученик.